# Villamontes (San Vicente del Raspeig)
Villamontes, conocida oficialmente como Urbanización Villamontes, es un núcleo residencial situado en el centro del término municipal de San Vicente del Raspeig, en la partida rural de Boqueres, provincia de Alicante, España. Se caracteriza por su entorno natural en las falda de Llometa Redona y de la Serreta de Ramos, y por la oferta de vivienda unifamiliar en chalets y bungalows.

## Toponimia
El nombre «Villamontes» proviene de la unión de «villa» (conjunto de viviendas) y «montes», en referencia a su emplazamiento junto a los montes. 
Históricamente, la zona aparece con el nombre de Urbanització Vil·la de la Serra, una denominación que alude directamente a su ubicación en la Serreta de Ramos. 
A día de hoy, el topónimo Vil·la de la Serra todavía puede encontrarse en algunos mapas. No obstante, el nombre Villamontes es el que figura oficialmente en la señalización vial, en el callejero del Ayuntamiento de San Vicente del Raspeig y en la documentación de la Asociación de Vecinos.

## Historia
El planeamiento municipal de principios de los años 1970 autorizó la parcelación de suelo rústico para uso residencial en Boqueres, dando origen a la Urbanización Villamontes en 1972. Durante las décadas siguientes creció de forma paulatina, alcanzando más de 200 viviendas y promoviendo la creación de infraestructuras básicas como abastecimiento, alumbrado y saneamiento.

## Geografía y clima
Se encuentra a unos 3 km al norte del casco urbano de San Vicente, en un valle suave culminado por las crestas de la Serreta de Ramos. El clima es mediterráneo semiárido, con veranos calurosos y secos e inviernos suaves y lluviosos.

## Demografía
La población, integrada en los datos de Boqueres, alcanzó los 675 habitantes a 1 de enero de 2023, según el padrón municipal del INE

## Puntos de interés
- Club Hípico Villamontes: situado junto al acceso sur, dispone de picadero cubierto, pista de galope y 25 plazas de boxes. Ofrece clases de equitación y rutas guiadas por la sierra.[4]

- Pista de fútbol sala de césped: La urbanización cuenta con una pista multideportiva de césped artificial, la pista está iluminada y se encuentra en el lateral de la urbanización, dedicada principalmente al fútbol sala (también balonmano o baloncesto en formato reducido). La pista está iluminada y se encuentra en el lateral que da acceso norte, junto al parque infantil, facilitando que sea el epicentro de los torneos de verano convocados por la Asociación de Vecinos.[5]

## Patrimonio histórico
- Casa del Soldat: antigua masía de sillería, derribada en los años 90.[6][7]
- Casa de Lo Brotons: edificación rural muy cercana a Villamontes, de mampostería de caliza, catalogada como Bien de Interés Etnológico–Medioambiental. Actualmente en estado de ruina.[8][7]
- Promoción "Villa Montes" / "Serreta de Ramos": En el año 1977 se llevó a cabo una promoción urbanística de 99 viviendas tipo "bungalow", incluidas en el plan parcial conocido como "Villa Montes" o "Serreta de Ramos", situado en la Llometa Redona, en la actual Urbanización Villamontes. El proyecto fue promovido por la empresa "Construcciones Kersten Van Dijk". Esta promoción de pisos se desarrolló en un entorno rural, alejado del casco urbano, lo que dificultó su aceptación en el mercado inmobiliario de la época. La falta de servicios básicos o infraestructuras influyeron negativamente en la comercialización de las viviendas, y la promoción fue considerada un fracaso comercial. Con el paso de los años, varios de los bloques quedaron abandonados y, finalmente, fueron demolidos en el año 2000. Este proyecto se enmarca en una etapa de intensa actividad constructiva en el municipio durante los años 70, coincidiendo con un periodo de crecimiento demográfico, económico e industrial. Las nuevas promociones de vivienda respondían tanto al aumento natural de la población como a la inmigración, y estaban destinadas a residentes que trabajaban en San Vicente del Raspeig y en la ciudad de Alicante.